# 음력 5월 24일
음력 5월 24일은 음력 5월의 24번째 날이다.

## 사건
- 1988년 - 7·7 선언 발표.
- 2014년 - 저녁 8시 15분 경(KST) 강원도 고성군 소재 동부전선 22사단 GOP에서 총기 사고가 발생해 5명이 사망하고 5명이 부상 당하였다.

## 문화
- 2014년 - 인천국제공항철도 청라국제도시역 개통.
- 2024년 - KBS 제2FM 굿모닝 팝스 종영.

## 탄생
- 1966년 - 대한민국의 야구인 이강철.
- 1973년 - 대한민국의 가수, 방송인 이상민.
- 1986년 - 대한민국의 배우 홍수아.
- 1989년 - 대한민국의 레이싱 모델 강하빈.

## 사망
- 1408년 - 조선 태조 이성계.

## 기념일, 연중행사
관세음보살 제일날

## 같이 보기
- 음력 360일: 1월 2월 3월 4월 5월 6월 7월 8월 9월 10월 11월 12월
- 전날:5월 23일 다음날:5월 25일 - 전달:4월 24일 다음달:6월 24일
- 양력:5월 24일
- 음력, 윤달